# Ảnh hưởng của đại dịch COVID-19 đối với thể thao
Đại dịch COVID-19 đã gây ra sự gián đoạn đáng kể nhất đối với lịch thể thao trên toàn thế giới kể từ sau Thế chiến thứ hai. Trên khắp thế giới và ở các mức độ khác nhau, các sự kiện thể thao đã bị hủy bỏ hoặc hoãn lại. Thế vận hội mùa hè 2020 tại Tokyo đã được lên lịch lại đến năm 2021. Chỉ một số quốc gia và vùng lãnh thổ, chẳng hạn như Hồng Kông, Turkmenistan, Belarus và Nicaragua, vẫn tiếp tục các trận đấu thể thao chuyên nghiệp theo kế hoạch.

## Sự kiện thể thao đa môn quốc tế

### Thế vận hội mùa hè

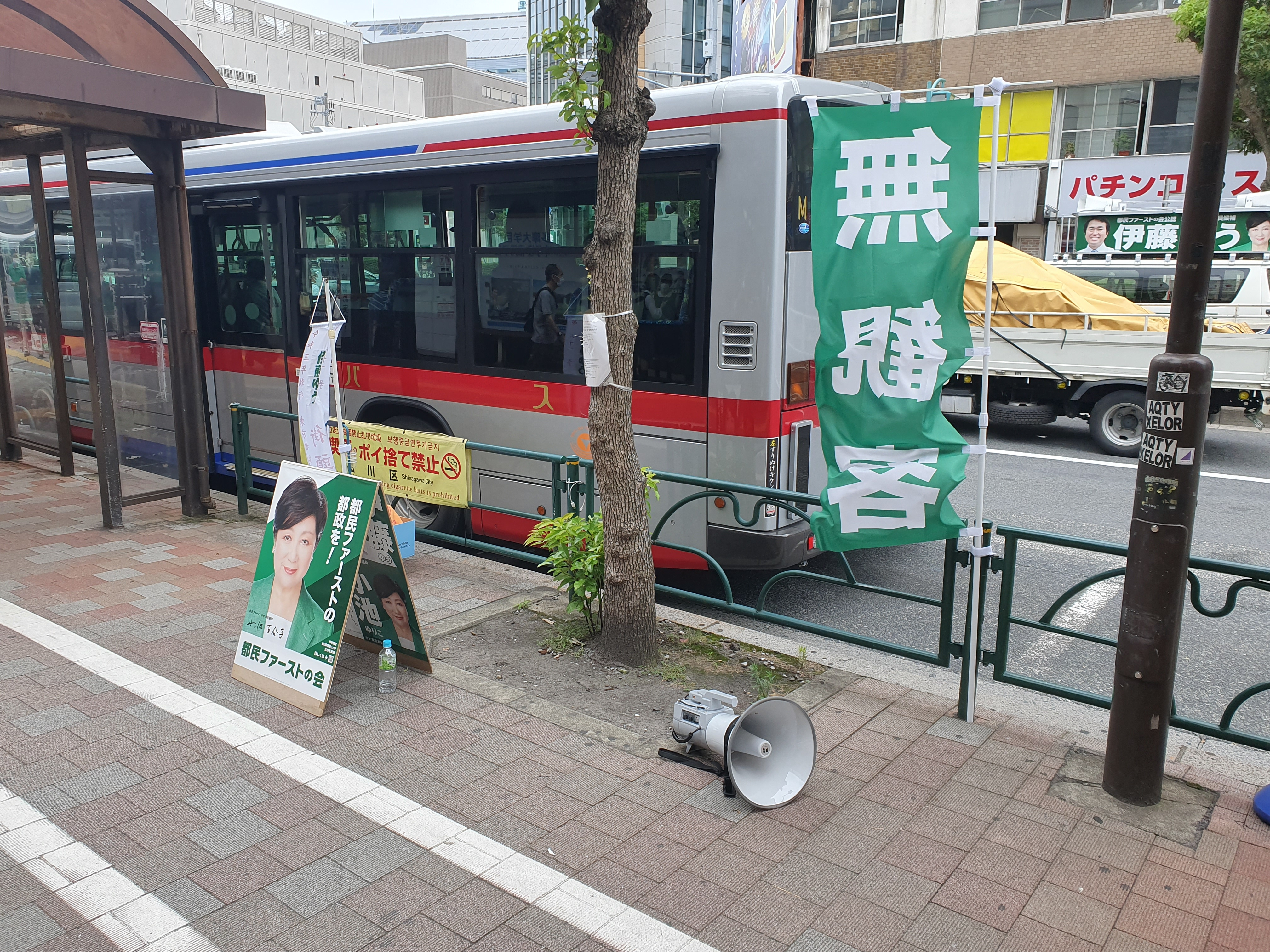
Đảng của thống đốc Tokyo kêu gọi đóng cửa Thế vận hội mùa hè 2020

Thế vận hội Mùa hè và Paralympic 2020 dự kiến sẽ diễn ra tại Tokyo bắt đầu từ ngày 24 tháng 7 năm 2020. Mặc dù chính phủ Nhật Bản đã thực hiện các biện pháp phòng ngừa bổ sung để giúp giảm thiểu tác động của dịch bùng phát trong nước, các giải đấu loại đã bị hủy bỏ hoặc hoãn lại gần như mỗi ngày. Theo đài truyền hình Nhật Bản NHK, giám đốc điều hành của ủy ban tổ chức Tokyo 2020 Toshiro Muto đã lên tiếng bày tỏ lo ngại vào ngày 5 tháng 2 rằng COVID-19 có thể "dội một gáo nước lạnh vào đà tiến tới Thế vận hội."
Lễ thắp sáng ngọn lửa Olympic truyền thống ở Olympia, Hy Lạp, để đánh dấu sự bắt đầu của cuộc rước đuốc Thế vận hội Mùa hè 2020 được tổ chức vào ngày 12 tháng 3 mà không có khán giả. Vào ngày 23 tháng 3, Canada, Úc và Vương quốc Anh thông báo rằng họ sẽ rút khỏi Thế vận hội trừ khi bị hoãn lại đến năm 2021. Vào ngày 24 tháng 3 năm 2020, IOC và Ủy ban tổ chức Tokyo thông báo rằng Thế vận hội Mùa hè và Paralympic 2020 sẽ được "dời lại sang một thời gian sau năm 2020 nhưng không muộn hơn mùa hè năm 2021", đánh dấu lần đầu tiên trong lịch sử Thế vận hội hiện đại có một cuộc thi Olympic đã bị hoãn lại. Lễ khai mạc Đại hội chính thức được dời lại đến ngày 23 tháng 7 năm 2021. Chi phí hoãn Thế vận hội đến năm 2021 ước tính là 5,8 tỷ đô la Mỹ, trong đó bao gồm cả các chi phí duy trì các địa điểm không sử dụng.
Ban tổ chức đã công bố các quy trình an toàn đã được lên kế hoạch khác nhau cho các vận động viên, khán giả và các thành viên báo chí. Các vận động viên sẽ được khuyến cáo nên tiêm phòng, nhưng họ sẽ không bắt buộc phải làm như vậy. Vào ngày 20 tháng 3 năm 2021, với lý do hạn chế đi lại quốc tế và nhu cầu đảm bảo an toàn cho các vận động viên, Ban Tổ chức đã thông báo rằng không có khán giả hoặc khách từ bên ngoài Nhật Bản sẽ được phép tham dự Thế vận hội. Điều này bao gồm cả khán giả có vé (chỉ cư dân của Nhật Bản mới được vào xem).

### Thế vận hội mùa đông
Mặc dù Thế vận hội mùa đông tiếp theo phải đến năm 2022 mới tổ chức (do Bắc Kinh, Trung Quốc đăng cai), nhưng đại dịch đã ảnh hưởng đến vòng loại ở các môn thể thao cụ thể như môn thể thao curling — nơi mà Liên đoàn Curling Thế giới đã công bố đề xuất để đủ điều kiện phụ thuộc vào thành tích tại giải vô địch thế giới năm 2021 (mà các đội hàng đầu sẽ tự động đủ điều kiện tham gia) và một giải đấu loại cuối cùng, trái ngược với kế hoạch trước đó là kết quả vòng loại được xác định bởi cả giải vô địch thế giới năm 2020 và 2021. Điều kiện tham dự giải đấu khúc côn cầu nữ đã được IIHF World Rankings xác định sau Giải vô địch thế giới nữ 2020. Khi giải đấu bị hủy, các thứ hạng hiện có của các thành viên tham dự giải đấu đã được sử dụng để thay thế.

### Đại hội Thể thao thế giới
Đại hội Thể thao Thế giới tại Birmingham, Alabama, được lên kế hoạch vào tháng 7 năm 2021, nhưng vì Thế vận hội Mùa hè 2020 bị dời lại, nên Đại hội lần thứ 11 sẽ được tổ chức vào tháng 7 năm 2022.

### Thế vận hội mùa đông Bắc Cực
Thế vận hội mùa đông Bắc Cực năm 2020 đã bị hủy bỏ.

### ASEAN Para Games
ASEAN Para Games 2020 đã bị hủy bỏ.